# Vado Ligure
Vado Ligure (ligurisch (Romanisch) Voæ, im lokalen Dialekt Vué, in der römischen Antike Vada Sabatia genannt) ist eine italienische Gemeinde, Hafen- und Industriestadt am Ligurischen Meer mit 7997 Einwohnern (Stand 31. Dezember 2023). Sie gehört zur Provinz Savona in der Region Ligurien.

## Geografie
Die Nachbargemeinden sind Bergeggi, Quiliano, Savona, Spotorno und Vezzi Portio.
Die Entfernung nach dem nordöstlich gelegenen Savona beträgt etwa sieben Kilometer, nach Genua, der weiter östlich liegenden Provinzhauptstadt Liguriens sind es etwa 55 Kilometer (jeweils Straßen-Kilometer).

## Wirtschaft
Vado Ligure ist ein wichtiger Hafen- und Industriestandort an der ligurischen Küste.

### Hafen

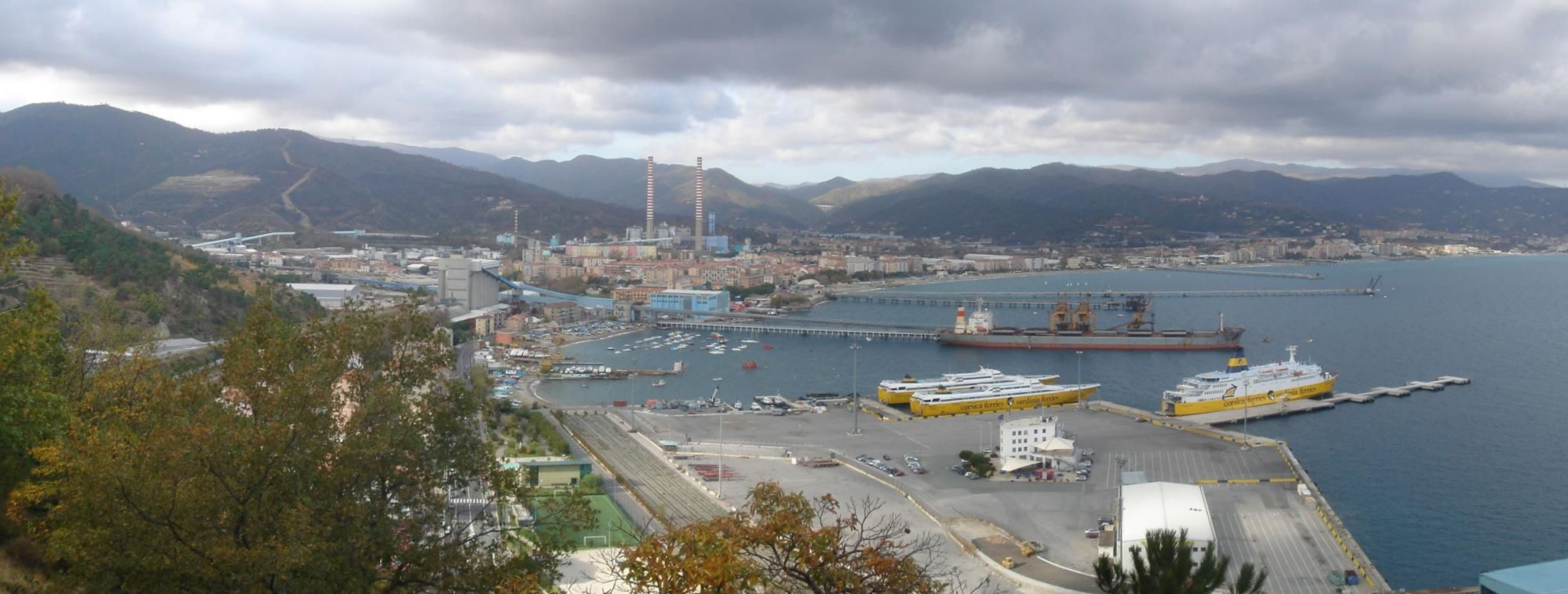
Vado Ligure (SV): Aussicht auf den Hafen vom Forte San Giacomo

Der Hafen von Vado Ligure wird durch eine regionale Hafenbehörde in Genua verwaltet, welche für alle größeren Hafenanlagen im westlichen Ligurien zuständig ist.
Vado Ligure ist das größte Fruchtterminal am Mittelmeer (2004: 500.000 t Warenumschlag), weiter werden Container und RoRo-Güter umgeschlagen (2004: 800.000 t). Am Schüttgutanleger von Terminal Rinfuse Italia wird hauptsächlich Kohle entladen. Vado Ligure ist neben Triest der wichtigste Ölhafen Italiens. Die Schiffe können an drei Anlegern sowie in einem Bojenfeld entladen werden.
Im Fährterminal von Forship legen die Schiffe nach Korsika und Sardinien ab (2004: 350.000 Passagiere). Auch Corsica Ferries hat sich hier niedergelassen und hat ein Terminal aufgebaut.
Im Februar 2020 wurde ein neues Containerterminal in Betrieb genommen. Hierfür baute man eine 250.000 m² große Multifunktionsplattform ins Meer. Aus Umweltschutzkreisen regte sich Widerstand, weil durch das neue Terminal die Staubbelastung der Siedlungen größer würde.

### Thermisches Kraftwerk

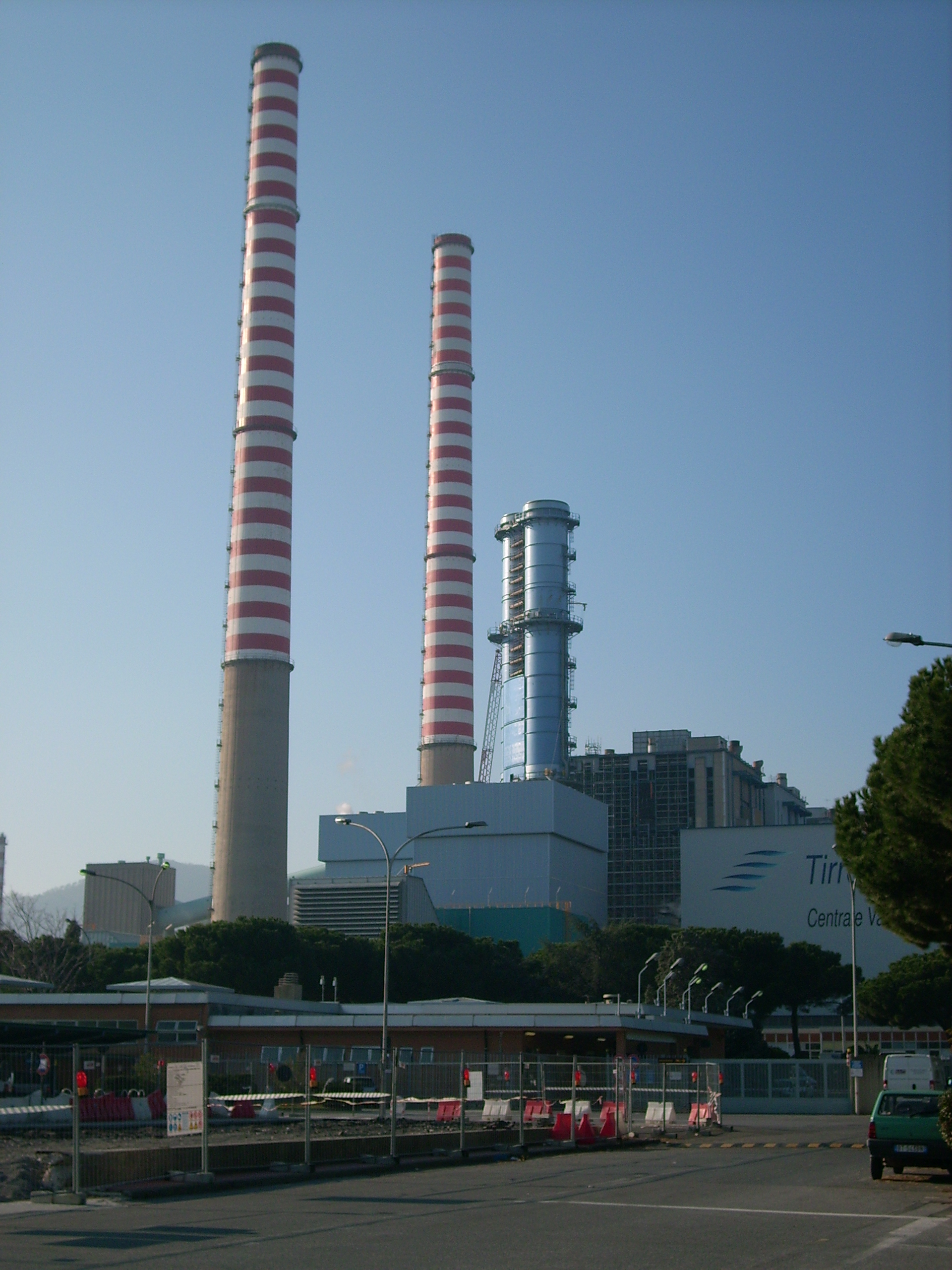
Kraftwerk in Vado Ligure

In den sechziger Jahren begann Enel mit dem Bau eines thermischen Kraftwerkes, das 1970–1971 den Betrieb aufnahm. Die vier Blöcke mit den beiden über hundert Meter hohen Kaminen konnten wahlweise mit Schweröl oder Kohle befeuert werden und hatten zusammen eine Leistung von 1320 MW. Von 1997 bis 1999 wurden die Blöcke „3“ und „4“ aus Umweltschutzgründen mit Rauchgasentschwefelungsanlagen, Entstickungsanlage und Elektrofilter ausgerüstet.
Das Kraftwerk wurde 2002 von Tirreno Power übernommen – eine Gesellschaft, die auf Grund der von der EU auferlegten Liberalisierung des italienischen Strommarktes entstand.
Ab 2005 begann der Umbau der Blöcke 1 und 2 zu einem erdgasbefeuerten GuD-Kraftwerk, das zusammen mit den noch bestehenden Kohleblöcken 3 und 4 betrieben werden sollte. Die Blöcke 3 und 4 wurden 2016 endgültig stillgelegt, so dass die Leistung des Kraftwerks mit Stand August 2023 bei 800 MW liegt.

### Lokomotivfabrik
Westinghouse eröffnete 1905 eine Fabrik zur Herstellung von Elektrolokomotiven in Vado Ligure. 1919 wurde das Werk von Tecnomasio Italia Brown Boveri übernommen – einer Tochter von Brown, Boveri & Cie. Nach der Fusion von Brown, Boveri & Cie mit Asea 1988 und dem Zusammenlegen der Bahnsparte mit AEG wurde das Werk zur ABB Daimler Benz Transportation Adtranz Italy, das wie die gesamte Adtranz über Bombardier Transportation auf Alstom überging. Die Lokfabrik stellt hauptsächlich Traxx-Lokomotiven für die Trenitalia her, früher auch die Variante E.464 für deren Mutter Ferrovie dello Stato Italiane.

## Städtepartnerschaft
Partnergemeinde von Vado Ligure ist seit 2002 die französische Gemeinde La Ravoire im Département Savoie.

## Söhne und Töchter der Gemeinde
- Valerio Bacigalupo (1924–1949), Fußballspieler